# Carrigobius amblyrhynchus
Carrigobius amblyrhynchus es una especie de peces de la familia de los Gobiidae en el orden de los Perciformes.

## Hábitat
Es un pez de Mar y, de clima tropical y demersal que vive entre 5-6 m de profundidad.

## Distribución geográfica
Se encuentra en el Atlántico occidental central: Belice.

## Observaciones
Es inofensivo para los humanos. 